# Mihai Suder
Mihai Suder (n. Mihai Szuder, 16 februarie 1914, Lupeni, Hunedoara - d. 1984) a fost un demnitar comunist român de origine polonã.
În martie 1945 a devenit membru al Partidului Comunist din România. A fost membru al CC al PMR, ministrul economiei forestiere în guvernul Gheorghe Gheorghiu-Dej, în perioada 2 iunie 1952 - 26 ianuarie 1953. Mihai Suder a mai fost și ministrul industriei lemnului, hârtiei și celulozei în perioada 31 mai 1951 - 26 ianuarie 1956, ministrul industriei lemnului în perioadele 10 ianuarie 1956 - 19 martie 1957 și 1 octombrie 1969 - 24 ianuarie 1972, ministrul construcțiilor și materialelor de construcție în perioada 5 decembrie 1958 - 17 decembrie 1959, ministrul economiei forestiere în perioada 17 decembrie 1950 - 1 octombrie 1969, ministru secretar de stat  la ministerul economiei forestiere și materialelor de construcție în perioada 24 ianuarie 1972 - 18 martie 1975.

## Distincții
- Medalia „A cincea aniversare a Republicii Populare Române” (24 decembrie 1952) „pentru lupta și munca duse în vederea făuririi, consolidării și prosperării Republicii Populare Române”[2]
- Ordinul Muncii clasa a III-a (21 august 1954) „pentru merite deosebite pe tărîmul construcției de stat, economice, sociale și culturale, cu ocazia celei de a zecea aniversări a eliberării patriei noastre”[3]
- Ordinul „Steaua Republicii Populare Romîne” clasa a III-a (30 decembrie 1957) „cu ocazia celei de a zecea aniversări a proclamării Republicii Populare Romîne și pentru merite deosebite în îndeplinirea sarcinilor date de Partidul Muncitoresc Romîn, pentru merite deosebite pe tărîmul construcției de stat, economice, sociale, culturale și obștești”[4]
- Ordinul „23 August” clasa a III-a (12 august 1959) „pentru merite deosebite în opera de construire a socialismului”[5]
- Medalia „40 de ani de la înființarea Partidului Comunist din Romînia” (6 mai 1961) „pentru merite în activitatea de partid și întărirea regimului democrat-popular”[6]
- Ordinul Muncii cl. I (1964)[7][8]
- Ordinul „Tudor Vladimirescu” clasa a III-a (30 aprilie 1966) „cu prilejul celei de-a 45-a aniversări de la înființarea Partidului Partidului Comunist din România, pentru merite deosebite în opera de construire a socialismului”[9]
- titlul de Erou al Muncii Socialiste și medalia de aur „Secera și ciocanul” (4 mai 1971) „cu prilejul aniversării a 50 de ani de la constituirea Partidului Comunist Român, [...] pentru merite deosebite în opera de construire a socialismului”[10]